# Bystrička
Bystrička je malá obec na Slovensku v okrese Martin.

## Historie
První písemná zmínka o obci pochází z roku 1258.

### Tomáš Garrigue Masaryk
TGM s rodinou do Bystričky jezdil na letní pobyty od roku 1888. V roce 1931 si nechali v obci postavit Masarykov dom.

## Geografie
Obec se nachází v nadmořské výšce 449 metrů a rozkládá se na ploše 19,122 km2. K 31. prosinci roku 2016 žilo v obci 1 468 obyvatel.

## Sport
V obci sídlí fotbalový klub TJ Slovan Bystrička založený v roce 1933, hraje slovenskou I. třídu.

## Osobnosti obce
- Ján Karlovský (1721–1794) – učitel a filosof, představitel osvícenecké filozofie
- Michal Institoris Mošovský (1732–1803) – evangelický duchovní a spisovatel
- Viliam Žingor (1912–1950) – slovenský voják a partyzán, hrdina Slovenského národního povstání a poválečný politik KSS, v 50. letech jedna z obětí komunistického teroru.